# زایمان در نپال
زایمان در نپال (انگلیسی: Childbirth in Nepal) بر روی شیوه‌های باروری و زایمان در این کشور تمرکز دارد. در حالی که پزشکی مدرن غربی تا حدی در سراسر کشور گسترش یافته است، مناطق مختلف نپال هنوز به مراقبت‌های زایمان و نوزاد طبق باورها، نگرش‌ها و رسوم سنتی خود ادامه می‌دهند.
زایمان در نپال تحت تأثیر عوامل فرهنگی، اجتماعی و اقتصادی قرار دارد. در بسیاری از مناطق روستایی، زنان به‌طور معمول تنها یا با کمک بستگان و ماماهای سنتی زایمان می‌کنند، که برخی از این ماماها آموزش‌های لازم را دریافت نکرده‌اند و از روش‌های غیرایمن مانند استفاده از تیغ آلوده برای بریدن بند ناف استفاده می‌کنند. باورهای فرهنگی نقش مهمی در فرایند زایمان دارند؛ برای مثال، بسیاری از نپالی‌ها زایمان را بخشی از برنامه خداوند می‌دانند و اعتقاد دارند که زایمان در زمان معین خود اتفاق می‌افتد. در برخی مناطق، زنانی که در حال زایمان هستند به دلیل اعتقادات فرهنگی در معرض انزوا قرار می‌گیرند.
با این حال، در مناطق شهری، روند تغییراتی در حال رخ دادن است. در کاتماندو، پایتخت نپال، شوهران اکنون قادر به حمایت از همسران خود در هنگام زایمان در بیمارستان‌ها هستند، که این تغییر ناشی از مهاجرت به شهرهای بزرگ، افزایش آگاهی و تغییرات فرهنگی است. همچنین، دسترسی به خدمات بهداشتی و مراقبت‌های پزشکی همچنان محدود است، به‌ویژه در مناطق روستایی، جایی که آموزش به ماماها و دسترسی به مراقبت‌های بهداشتی مناسب همچنان چالش‌هایی جدی به‌شمار می‌آید.

## پیش‌زمینه

### نظریه‌های سلامتی و بیماری
نظریه‌های بومی نپالی دربارهٔ بیماری با آنچه در دنیای مدرن غربی شناخته شده است، متفاوت است. آن‌ها به نظریه میکروبی بیماری‌ها اعتقادی ندارند؛ بلکه باور دارند که بیماری ناشی از نیروهای شروری است که وارد بدن می‌شوند، تعادل طبیعی بدن را مختل کرده و بیماری ایجاد می‌کنند. بر عهده شفا دهنده (dhami-jhankris) است که تلاش کند تا نیروهای شرور را از بدن بیرون کند و تعادل را در سیستم بدن بازیابی کند تا عملکرد آن به‌طور طبیعی ادامه یابد. این باورهای بومی مشابه سنت‌های شفای ایمان هستند که هنوز هم امروز اجرا می‌شوند. شفای ایمان بر این باور استوار است که بیماری ناشی از حملات ارواح مختلف است. شفا دهندگان باید نوع روح را شناسایی کرده و برای تسکین آن روح، هدیه‌ای تقدیم کنند یا با استفاده از استخوان روح (معمولاً استخوان ران انسان) آن روح را به‌زور بیرون کنند. این مراسم‌ها معمولاً شامل لباس‌های رنگارنگ، دعا، آوازخوانی، رقص و طبل‌زنی است و همچنین قربانی کردن یک خروس یا یک بز سیاه انجام می‌شود. این مراسم‌ها توسط dhami-jhankri (شمن‌باوری)، pandit-lama-gubhaju-pujari (روحانیون گروه‌های مختلف قومی و دینی) و jyotishi (اختربینی) برگزار می‌شود.
دو سنت درمانی دیگر در نپال وجود دارد که شامل آیورودا، پزشکی تبتی و شفای ایمان هستند. آیورودا بر اساس نظریه تری‌دوشا بیماری استوار است که در آن سه دوشا یا مزاج‌ها به نام‌های Vata (باد)، Pitta (صفرا) و Kapha (بلغم) وجود دارند. اختلال در تعادل این مزاج‌ها منجر به بیماری می‌شود. شفا دهندگان سنتی به دو دسته شفا دهندگان ایمان‌دار و ارائه‌دهندگان پزشکی تقسیم می‌شوند. ارائه‌دهندگان پزشکی شامل Baidhya-Kabiraj هستند که از معجون‌ها، ترکیبات فلزی و گیاهان برای درمان بیماری‌ها استفاده می‌کنند و Jadi-butiwala که فقط از گیاهان برای درمان استفاده می‌کنند. طب سنتی تبتی (gso ba rig pa) بر این باور استوار است که دنیای فیزیکی، از جمله بدن‌های ما، محصول ادراک فردی ماست و این ذهن است که بیماری را به بدن می‌آورد. پزشکان تبتی، Amchis، به بیمار کمک می‌کنند تا خودآگاهی بیشتری پیدا کرده و تعادل و هماهنگی میان بدن و نیروهای کیهان را بازسازی کنند.

### آمارهای سلامتی
نسبت جنسی جمعیت کنونی نپال ۰٫۹۸ مرد/زن است. امید به زندگی زنان ۶۸٫۹۲ سال است، در حالی که این عدد برای مردان ۶۶٫۱۸ سال است. میزان باروری کل ۲٫۲۴ فرزند به ازای هر زن است و نرخ تولد ۲۰٫۶۴ تولد به ازای هر ۱٬۰۰۰ نفر است. میانگین سن مادران در اولین زایمان ۲۰٫۱ سال است. ۴۹٫۷٪ از جمعیت از پیشگیری از بارداری استفاده می‌کنند. نرخ سقط جنین در کشور مشخص نیست، احتمالاً به دلیل آنکه این موضوع تابو به حساب می‌آید، زنان کمتر تمایل دارند که این موضوع را گزارش دهند.
نرخ مرگ‌ومیر مادران به‌طور چشمگیری از ۵۳۹ مرگ به ازای هر ۱۰۰٬۰۰۰ تولد زنده در سال ۱۹۹۶ به ۲۵۸ مرگ به ازای هر ۱۰۰٬۰۰۰ تولد زنده در سال ۲۰۱۵ کاهش یافته است. برای این دستاورد، کشور در اجلاس مرور اهداف توسعه هزاره در سال ۲۰۱۰ مورد تجلیل قرار گرفت. علت‌های اصلی مرگ مادر شامل خونریزی بعد از زایمان (۴۶٪)، obstructed labor (16%)، عوارض بارداری ناشی از فشار خون و اکلامپسی (۱۴٪) و تب نفاسی (۱۲٪) در سال ۲۰۱۵ بوده است. ۶۷٪ از مرگ‌های مادرانه در خانه اتفاق می‌افتد، ۱۱٪ در یک مرکز بهداشتی و ۱۱٪ در مسیر به سمت مرکز بهداشتی رخ می‌دهد. ۹۰٪ از مرگ‌های مادرانه در مناطق روستایی رخ می‌دهد.
میزان زایمان‌هایی که توسط افراد متخصص (پزشکان، پرستاران، ماماها) انجام می‌شود از ۴٪ در سال ۱۹۹۰ به ۵۳٪ در سال ۲۰۱۵ افزایش یافته است. میزان حضور متخصصان در زایمان در مناطق شهری ۷۲٫۷٪ است، در حالی که در مناطق روستایی این میزان به ۳۲٫۳٪ می‌رسد. در بین ۲۰٪ فقیرترین افراد جامعه، تنها ۱۰٫۷٪ از خدمات متخصص در زایمان بهره‌مند می‌شوند، در حالی که این میزان در بین ۲۰٪ ثروتمندترین افراد جامعه به ۸۱٫۵٪ می‌رسد.
میزان مرگ و میر زیر پنج سال از ۱۴۲ مرگ به ازای هر ۱۰۰۰ تولد زنده در سال ۱۹۹۰ به ۴۲ مرگ به ازای هر ۱۰۰۰ تولد زنده در سال ۲۰۱۲ کاهش یافته است. مرگ‌ومیر نوزادان (زیر یک سال) ۳۹٫۱۴ مرگ به ازای هر ۱۰۰۰ تولد زنده است. میزان مرگ و میر پری‌ناتال ۲۴ مرگ به ازای هر ۱۰۰۰ تولد زنده است.

## رفتارها و باورهای دوران بارداری

### مراقبت‌های دوران بارداری
بر اساس گزارش یونیسف، ۵۸٫۳٪ از زنان حداقل یکبار برای مراقبت‌های دوران بارداری مراجعه می‌کنند و ۵۰٫۱٪ حداقل چهاربار مراجعه دارند. با این حال، مطالعات دیگر نشان داده است که پوشش مراقبت‌های دوران بارداری در جوامع روستایی به اندازه ۲۹٪ و در مناطق شهری به بیش از ۷۹٪ می‌رسد. به‌طور میانگین، هر جلسه مراقبتی حدود ۱۰ دقیقه طول می‌کشد و بیشتر بر آموزش بهداشتی و مشاوره تأکید دارد. معاینات بدنی و اندازه‌گیری فشار خون در ۸۵–۹۵٪ موارد انجام می‌شود، اما آزمایش‌های بیوشیمیایی مانند تجزیه و تحلیل ادرار و تست‌های سرولوژی برای سیفلیس همیشه انجام نمی‌شود. موضوعات اصلی که در طول این ملاقات‌ها بحث می‌شود شامل تغذیه، بهداشت شخصی و اطمینان عمومی از اینکه «همه چیز خوب است» می‌باشد. خوشبختانه، ۷۶٪ از زنان علائم عوارض بارداری را دریافت کرده‌اند. به همین ترتیب، تاریخچه‌گیری از زنان به‌طور خاص بر بارداری جاری متمرکز است و نه تجربیات قبلی احتمالی. به همین دلیل، مشکلات بارداری اغلب مطرح نمی‌شود و پیگیری‌های مداوم با ارجاع به مراکز درمانی در جوامع روستایی انجام نمی‌شود. مداخلات پیشگیرانه در دو دهه گذشته به طرز چشمگیری بهبود یافته است. هشت نفر از هر ده زن اکنون در دوران بارداری مکمل‌های آهن مصرف می‌کنند. اگرچه پیشرفت‌هایی حاصل شده است، اما تنها ۵۵٪ از زنان داروهای ضد کرم‌های روده‌ای مصرف می‌کنند.
در دو دهه گذشته، دولت و سازمان‌های غیردولتی به منظور بهبود نرخ مراقبت‌های دوران بارداری و کاهش مرگ و میر مادران و کودکان، با هم همکاری کرده‌اند. یکی از استراتژی‌ها، ابتکار مادران ایمن است که به مادران باردار برای حضور در معاینات بارداری پاداش‌های مالی ارائه می‌دهد. این برنامه‌ها مبلغی بین ۵۰۰ تا ۱۵۰۰ روپیه نپالی یا ۵ تا ۱۰ دلار آمریکا، بسته به منطقه، پرداخت می‌کنند. سایر مشوق‌ها شامل ارائه خدمات رایگان برای مشکلات مربوط به بارداری و داشتن خدمات زایمان ۲۴ ساعته می‌شود. از طریق افزایش ملی بودجه این مسائل بهداشتی، پیشرفت‌های زیادی در تحقق هدف پنجم توسعه هزاره (همان‌طور که در آمار سلامت نشان داده شده) حاصل شده است.
با این حال، پزشکی همچنان با سنت‌هایی که در گذشته برای مراقبت‌های دوران بارداری انجام می‌شده است، مواجه است. به جز دسترسی جغرافیایی، برخی دلایل دیگر که برای عدم استفاده از خدمات زایمان ذکر شده عبارتند از: موانع فرهنگی، کیفیت پایین خدمات، تبعیض احساس شده در برابر مردم روستایی و عدم درک منافع سلامتی. بسیاری از زنان باردار احساس تهدید، بی‌اطلاعی یا بی‌سوادی در مورد فوایدی که ممکن است از یک معاینه دوران بارداری به دست آورند، دارند. برای برخی، ارزیابی ریسک و فایده یک روز کار و یک روز معاینه بارداری عامل تصمیم‌گیری است. برای مثال، زنی که در زمین‌های کشاورزی کار می‌کند ممکن است احساس کند که ارزش ندارد یک روز کامل از کار خود را صرف مراقبت‌های دوران بارداری کند، به‌ویژه زمانی که نگرانی مادرشوهر از بارداری احساس نمی‌شود.

### انتظارات اجتماعی
احساس «تنها بودن در این مسیر» در تمام تجربه تولد برای زنان بسیار مهم است. حتی اگر زنان از نتیجه تولد (نجات یا مرگ) نگران باشند، تأکید می‌کنند که چیزی است که نمی‌توانند آن را کنترل کنند و معتقدند که تولد در دست خداست. بنابراین، بارداری و تولد نیاز به آمادگی ندارند. به دلیل انتظار اجتماعی از زنان به عنوان مادران فرزندان و نگهدارندگان خانواده، عمل تولد به روش سنتی (یعنی به‌طور طبیعی) برای زنان ایمن و حتی توانمندساز بود اگر در گات (ساختمان کوچک جدا شده از خانه اصلی یا طبقه پایین خانه اصلی برای نگهداری حیوانات) انجام می‌شد. به همین ترتیب، از دست دادن یک کودک یک قسمت ناخوشایند اما قابل پیش‌بینی از بارداری و زایمان مداوم در این روستاها بود. ناباروری و مرگ نیز رایج بود و به عنوان گناهی بزرگ که خدایان به دلیل آن عصبانی شده‌اند، توجیه می‌شد. این فرایند طبیعی با مدل پزشکی تضاد دارد و بسیاری از بیمارستان‌ها و مراکز بهداشتی باید با این باورهای فرهنگی و معنوی محلی برای ارائه خدمات به این زنان کنار بیایند.

### آمادگی برای تولد
در کل، زنان برای تولد آمادگی چندانی ندارند. به ویژه اگر به تنهایی زایمان کنند، نه وقت دارند و نه پول کافی برای آماده‌سازی مناسب برای زایمان. با این حال، آنها درست تا زمان شروع درد زایمان کار می‌کنند. این عمدتاً به دلیل نقش‌های جنسیتی عمیقاً ریشه‌دار است که زنان باید کارهای خانگی را انجام دهند. حتی اگر شوهران بخواهند به کاهش بار کاری کمک کنند، قادر به انجام این کار نیستند. این حرکت مداوم استرس اضافی را ایجاد می‌کند و به وضعیت تغذیه‌ای ضعیف این زنان افزوده و خطر نتایج ضعیف زایمان را بیشتر می‌کند.
خانواده‌ها گاهی برای آمادگی برای زایمان، یک انبار حیوانات را پاک می‌کنند. معمولاً این به معنای جابجایی حیوانات به مکان دیگر، جارو کردن مدفوع و خاک، پهن کردن علف یا کاه تمیز و پوشاندن آن با یک ورق پلاستیکی یا پتو است.
برخی از ماماهای سنتی و متخصصان ماهر یک کیت آماده برای بارداری دارند. این کیت‌ها شامل دستکش، یک تکه صابون کوچک، پنج قطعه گاز، یک تیغه کوچک، سه قطعه نخ، یک ورق پلاستیکی کوچک و یک کیسه به اندازه ساندویچ هستند. با این حال، این عمل به‌طور مداوم در میان ماماهای سنتی انجام نمی‌شود، زیرا یک مطالعه نشان داد که تنها ۲٪ آنها از این کیت‌ها به‌طور مداوم و صحیح استفاده می‌کنند.

### باورها
زنان نپالی به‌طور گسترده‌ای معتقدند که کل فرایند تولد بخشی از زندگی و نقشه خداوند است. بنابراین، درد زایمان زمانی آغاز می‌شود که خداوند آن را صلاح بداند. یک گفتار رایج «جون بلا بلا اونهی بلا چلا» به این معناست که تولد در زمان خودش اتفاق می‌افتد، بنابراین نیازی به کمک نیست. با این حال، مدت زمان تقریبی درد زایمان عمدتاً بر اساس تجربیات قبلی و داستان‌های مادرشوهر و دیگر اعضای نزدیک خانواده زن تعیین می‌شود.

### عوامل بیرونی
عوامل بیرونی که تعیین می‌کنند زایمان چگونه و کجا انجام شود عمدتاً بر اساس رفتار شخصی (یعنی تجربیات قبلی و باورهای شخصی) است. برخی از تجربیات قبلی شامل: زایمان سزارین، زایمان طبیعی و رضایت از ماماهای سنتی یا دیگر متخصصان بهداشت است. از نظر باورهای شخصی، زنان از قوم چتری یا تاکوری و همچنین زنان بی‌سوادتر، مسن‌تر و با تعداد فرزند بیشتر، بیشتر احتمال دارد که شیوه‌های پرخطر زایمان را دنبال کنند، به ویژه اگر شوهر آنها نیز بی‌سواد باشد. دوباره، آموزش، وضعیت اقتصادی اجتماعی، دسترسی به مراقبت‌های بهداشتی و حمل و نقل از دیگر عوامل بیرونی هستند که مسیر درد زایمان و در نتیجه تولد را تغییر می‌دهند. از نظر فرایند درد زایمان، زنان معمولاً سوپ تخم کرفس و آب گلوکز می‌نوشند و در حالی که به سلیقه خود حرکت می‌کنند و می‌خوابند، این کار را انجام می‌دهند. نفس‌گیری خاصی تأکید نمی‌شود و بیشتر بر کمک به زن برای عبور از احساسات او تمرکز می‌شود. فعالیت جنسی در این زمان رایج نیست.

### مدیریت درد
در مرحله اول درد زایمان، ماما ممکن است از روغن خردل برای ماساژ شکم، دست‌ها، پاها و سر زن استفاده کند. این کار نه تنها به مادر در کاهش درد کمک می‌کند، بلکه به نشان دادن نوزاد از کانال زایمان نیز کمک می‌کند. در مرحله دوم درد زایمان، ماما ممکن است با انگشت شست خود فشار بر ناحیه مقعد زن وارد کند در حالی که زن فشار می‌آورد. مدیریت پزشکی درد در زایمان‌های خانگی به ندرت مشاهده می‌شود، اما زایمان (یعنی اپیدورال) در بیمارستان‌ها رایج است. لمس، به صورت ماساژ، اصلی‌ترین روش مدیریت درد در مناطق روستایی است.

### ماماهای حاضر در زایمان
زنان اغلب به تنهایی یا با کمک اعضای زن خانواده یا ماماهای سنتی زایمان می‌کنند. یک مطالعه نشان داد که ۵۶٪ از تمام تولدهای نپالی فقط توسط بستگان و دوستان کمک می‌شود. با این حال، آنها معمولاً آموزش ندیده‌اند و از شیوه‌های زایمان خطرناک استفاده می‌کنند، مانند بریدن بند ناف با تیغه‌های غیربهداشتی یا بستن آن با نخ‌های آلوده و مالیدن کود گاو یا خاکستر به بند ناف.
بنابراین، بسیاری از مادران در حال زایمان دعا می‌کنند که زایمان ساده‌ای داشته باشند به دلیل عدم وجود کمک‌های حرفه‌ای بهداشتی در نزدیکی. برخی از دلایل عدم حضور کمک‌های متخصص در مراقبت‌های پیش از زایمان و زایمان شامل: مشکلات حمل و نقل، عدم آگاهی از مزایای خدمات، فاصله از مرکز بهداشتی و هزینه‌های استفاده از خدمات است. برخی از عوامل بیرونی مؤثر در حضور کمک‌های متخصص شامل: ویژگی‌های جمعیتی (سن، تحصیلات، منطقه سکونت) و وضعیت اقتصادی هستند. ۳۱٪ از افرادی که از کمک‌های غیرحرفه‌ای استفاده کرده‌اند، هیچ‌گونه مراجعه یا مراقبت پیش از زایمان نداشته‌اند. نبود افراد در اتاق زایمان باعث ایجاد فضایی تاریک و آرام برای آمدن نوزاد می‌شود.
دلایل تمایل به زایمان خانگی به تنهایی شامل: تمایل به فرایند طبیعی، گذراندن دوره‌ای آلوده و افزایش اعتماد به نفس در انجام آن به تنهایی است. ایده اعتماد به نفس و عدم نیاز به کسی دیگر به‌ویژه در میان زنان چندبار زایمان‌کننده که قبلاً بدون کمک این کار را کرده‌اند، به شدت مشاهده می‌شود.
قبلاً، به دلیل سنت‌های فرهنگی که زایمان را به عنوان مسئولیت تنها زن می‌دانست، شوهران قادر به حمایت از زنان در هنگام زایمان نبودند. با این حال، پایتخت نپال اخیراً به شوهران اجازه داده است که در بیمارستان‌ها از همسران خود در هنگام زایمان حمایت کنند. این تغییر را می‌توان به روند رو به افزایش خانواده‌های هسته‌ای، مهاجرت به پایتخت، سبک زندگی شلوغ و مواجهه با زوج‌های تحصیل‌کرده و ایدئولوژی‌های خارجی نسبت داد که باعث تغییرات در دینامیک خانواده از حضور بستگان به حضور تنها زوج‌ها شده است. به ویژه با توجه به اینکه شوهران در تصمیم‌گیری‌های پزشکی حرف آخر را می‌زنند، این تغییر به آنها کمک می‌کند که پیش از تصمیم‌گیری‌های سخت در مورد سلامتی همسر و نوزاد، وضعیت را بهتر درک کنند.

### رفتار حمایتی
رفتار حمایتی معمولاً به شدت محدود بوده است، به دلیل باور رایج به این که «خدایان از دست زدن به زن آلوده خشمگین خواهند شد». بسته به منطقه، این دوره آلوده ممکن است در مراحل مختلفی از درد زایمان و تولد ظاهر شود. برای برخی، این دوره درست زمانی آغاز می‌شود که کیسه آب پاره می‌شود، اما برای دیگران، این دوره درست زمانی است که کودک از مادر جدا می‌شود. این دوره آلوده به دوران پس از زایمان نیز ادامه می‌یابد، جایی که زن ممکن است به مدت ۶ تا ۱۵ روز پس از تولد در انزوا بماند. این باور فرهنگی در مورد جداسازی باعث می‌شود که بسیاری از زنان نتوانند از ماماهای سنتی برای کمک درخواست کنند. به گفته یکی از ماماهای سنتی، «گاهی تماس می‌گیرند [فقط] چون هیچ‌کس نمی‌خواهد به زن در حین و پس از زایمان دست بزند». مشابه این، ماما دیگری اظهار داشت که زنی پس از گذشت دو ساعت از زایمان و عدم خروج جفت، تقریباً دچار شوک شده بود، زیرا هیچ‌کس حاضر نبود به او کمک کند. با این حال، در بسیاری از روستاهای دورافتاده دیگر زنان برای حمایت از زن در حال زایمان با فراهم کردن غذا، آب و حمایت ماساژ می‌آیند. این موضوع به‌طور چشمگیری با شیوه‌های پزشکی موجود در بیمارستان‌ها تفاوت دارد، جایی که رفتار حمایتی بیشتر به مداخلات پزشکی محدود می‌شود. در این مورد، باورهای فرهنگی هنوز وجود دارند و باید به صورت خانوادگی و شخصی مذاکره شوند.

## تولد

### ارائه‌دهندگان خدمات بهداشتی/ماماها
۳۶٪ از زایمان‌ها توسط یک ارائه‌دهنده ماهر (پزشک، پرستار یا ماما) کمک می‌شود. ۱۱٪ دیگر توسط ماماهای سنتی کمک می‌شود. گزینه اول در مناطق شهری (۷۳٪) رایج‌تر از مناطق روستایی (۳۲٪) است. خدمات بهداشتی که شامل کارکنان بهداشت سطح اول هستند در زایمان‌های بیمارستانی بیشتر از زایمان‌های خانگی رایج هستند.
خدمات زایمان در واحدهای بهداشتی سطح اول (مراقبت پیش از زایمان و مراقبت حین زایمان) توسط پرستاران با سه سال آموزش و ماماهای کمکی که ۱۸ ماه آموزش دیده‌اند، ارائه می‌شود. در مراکز بهداشتی اولیه، ماماهای کمکی حضور دارند و در پست‌های بهداشتی و زیرپست‌های بهداشتی، کارکنان بهداشت مادر و کودک با ۱۰ هفته آموزش مشغول به کار هستند. برای ماماهای سنتی، آموزش‌ها بسیار متنوع بوده و می‌توان آنها را به آموزش‌دیده و غیرآموزش‌دیده دسته‌بندی کرد. ۱۸٪ از کل ماماهای سنتی در نپال آموزش ندیده‌اند و بقیه آموزش دیده‌اند. تفاوت‌ها میان ماماهای سنتی در شیوه‌های زایمان تمیز (یعنی شیوه‌های شستن دست‌ها) و شناسایی استانداردی برای مشکلات مادرانه مانند خونریزی زیاد، درد زایمان طولانی و جفت باقی‌مانده مشاهده می‌شود.